# Prorocopis
Prorocopis là một chi bướm đêm thuộc họ Erebidae.

## Loài
- Prorocopis eulopha Lower, 1903
- Prorocopis euxantha Lower, 1902
- Prorocopis leucocrossa Lower, 1903
- Prorocopis melanochorda Meyrick, 1897
- Prorocopis transversilinea Turner, 1941